# エネス・カンター・フリーダム
エネス・カンター・フリーダム（Enes Kanter Freedom, 1992年5月20日 - ）は、アメリカ合衆国の元プロバスケットボール選手。スイスのチューリッヒ州チューリッヒ出身。ポジションはセンター。

## 経歴
2006年からTBLのフェネルバフチェ・ユルケルのジュニアチームでプレー、2008-2009年シーズンよりフェネルバフチェ・ユルケルのシニアチーム控え選手として、ユーロリーグに4試合、ターキッシュリーグに5試合のみ出場した。この時チームから33,000米ドルの報酬を受け取っていたことが後の経歴に大きく影響を及ぼすこととなる。フェネルバフチェやGBLのオリンピアコスBCがプロ契約を結ぼうと近づいてきたが、カンターはアメリカの大学でプレーすることを望み、このオファーを断った。
2009-2010年シーズン、カンターはカリフォルニア州シミバレーの高校でプレーした。2010年のナイキ・フープサミットでは1998年にダーク・ノヴィツキーがあげたこれまでの最高得点を上回る34点をあげた。Rivals.com、Scout.comからはいずれも五つ星の高い評価を受けた。
2009年11月23日、それまでUCLA、USC、インディアナ大学、UNLVからもオファーを受けていたカンターはワシントン大学に進学を決めたことを表明した。しかし2010年2月には再びリクルーティングを再開し同年4月10日、ジョン・カリパリコーチの指揮するケンタッキー大学への進学を発表した。
ここでNCAAが動き、カンターがフェネルバフチェ・ユルケルから受け取った報酬が許容範囲を超えたものと判断、2011年1月7日、ケンタッキー大学の訴えも拒絶し、NCAAはカンターが無資格であると最終決定を下し、カンターはケンタッキー大学でプレーすることが出来なかった。

### ユタ・ジャズ
2011年のNBAドラフトにカンターはエントリーし、1巡目全体3位でユタ・ジャズに指名された。

### オクラホマシティ・サンダー
2015年2月19日、オクラホマシティ・サンダーに移籍。シーズン終了後の7月9日、制限付きFAになっていたカンターは、ポートランド・トレイルブレイザーズが提示した4年7000万ドルのオファーシートにサインしたが、サンダーは3日後に同じ契約を提示し、再契約が決まった。
2015-2016年シーズンではチームで唯一の全試合出場を果たした。2016年4月7日のトレイルブレイザーズ戦でキャリアハイの33得点に加え20リバウンドをマークし、サンダーの選手として初めて"30-20"を達成した。平均8.1リバウンドはベンチプレイヤーの中で最も高い数字であった。

### ニューヨーク・ニックス
2017年9月23日、カーメロ・アンソニーとのトレードでニューヨーク・ニックスに移籍した。2019年2月7日、強豪でのプレーを求めてニックスと契約のバイアウトに合意し、FAとなった。

### ポートランド・トレイルブレイザーズ
2019年2月13日、ポートランド・トレイルブレイザーズとシーズン終了までの契約を結んだ。プレーオフでも活躍し、チームのカンファレンス決勝進出に貢献した。オフにFAとなった。

### ボストン・セルティックス
2019年7月17日にボストン・セルティックスと2年1000万ドルで契約した。

### ブレイザーズ復帰
2020年11月18日に3チーム間のトレードでブレイザーズに復帰した。

### セルティックス復帰
2021年8月13日に前年所属したセルティックスと再び契約した。
　
2022年2月10日にトレードでヒューストン・ロケッツへ放出され、14日に解雇された。

## 個人成績

### NBA

#### レギュラーシーズン
| シーズン | チーム   | GP  | GS  | MPG  | FG%  | 3P%   | FT%  | RPG  | APG | SPG | BPG | TO  | PPG  |
| -------- | -------- | --- | --- | ---- | ---- | ----- | ---- | ---- | --- | --- | --- | --- | ---- |
| 2011–12  | UTA      | 66  | 0   | 13.2 | .496 | .000  | .667 | 4.2  | .1  | .3  | .3  | 0.8 | 4.6  |
| 2012–13  | UTA      | 70  | 2   | 15.4 | .544 | 1.000 | .795 | 4.3  | .4  | .4  | .5  | 1.4 | 7.2  |
| 2013–14  | UTA      | 80  | 37  | 26.7 | .491 | .000  | .730 | 7.5  | .9  | .4  | .5  | 1.8 | 12.3 |
| 2014–15  | UTA      | 49  | 48  | 27.1 | .491 | .317  | .788 | 7.8  | .5  | .5  | .3  | 1.9 | 13.8 |
| 2014–15  | OKC      | 26  | 26  | 31.1 | .566 | .750  | .776 | 11.0 | 1.1 | .5  | .5  | 2.0 | 18.7 |
| 2015–16  | OKC      | 82  | 1   | 21.0 | .576 | .476  | .797 | 8.1  | .4  | .3  | .4  | 1.4 | 12.7 |
| 2016–17  | OKC      | 72  | 0   | 21.3 | .545 | .132  | .786 | 6.7  | .9  | .4  | .5  | 1.7 | 14.3 |
| 2017–18  | NYK      | 71  | 71  | 25.8 | .592 | .000  | .848 | 11.0 | 1.5 | .5  | .5  | 1.7 | 14.1 |
| 2018–19  | NYK      | 44  | 23  | 25.6 | .536 | .318  | .814 | 10.5 | 1.9 | .4  | .4  | 1.8 | 14.0 |
| 2018–19  | POR      | 23  | 8   | 22.3 | .577 | .250  | .735 | 8.6  | 1.4 | .6  | .4  | 1.7 | 13.1 |
| 2019–20  | BOS      | 58  | 7   | 16.9 | .572 | .143  | .707 | 7.4  | 1.0 | .4  | .7  | 1.0 | 8.1  |
| 2020–21  | POR      | 72  | 35  | 24.4 | .604 | .250  | .774 | 11.0 | 1.2 | .5  | .7  | 1.1 | 11.2 |
| キャリア | キャリア | 713 | 258 | 22.0 | .548 | .286  | .776 | 7.9  | .9  | .4  | .5  | 1.5 | 11.5 |

#### プレーオフ
| シーズン | チーム   | GP | GS | MPG  | FG%  | 3P%   | FT%   | RPG | APG | SPG | BPG | TO  | PPG  |
| -------- | -------- | -- | -- | ---- | ---- | ----- | ----- | --- | --- | --- | --- | --- | ---- |
| 2012     | UTA      | 4  | 0  | 10.8 | .438 | .000  | .000  | 4.0 | .3  | .0  | 1.0 | 1.0 | 3.5  |
| 2016     | OKC      | 18 | 0  | 18.0 | .551 | .143  | .844  | 6.2 | .3  | .3  | .6  | 0.9 | 9.4  |
| 2017     | OKC      | 5  | 0  | 9.1  | .385 | .000  | 1.000 | 1.8 | .2  | .0  | .8  | 0.4 | 4.8  |
| 2019     | POR      | 16 | 14 | 28.8 | .514 | .250  | .756  | 9.7 | 1.2 | .7  | .6  | 1.6 | 11.4 |
| 2020     | BOS      | 11 | 0  | 9.3  | .524 | 1.000 | .500  | 3.9 | .6  | .0  | .0  | 0.4 | 4.5  |
| 2021     | POR      | 5  | 0  | 11.2 | .500 | —     | 1.000 | 2.6 | .0  | .0  | .4  | .6  | 2.0  |
| キャリア | キャリア | 59 | 14 | 17.5 | .514 | .211  | .777  | 5.9 | .6  | .3  | .5  | .9  | 7.6  |

## トルコ代表
国際舞台では、17歳の時、U-18バスケットボールトルコ代表でプレー、バスケットボールヨーロッパジュニア選手権の準決勝、セルビア戦では32得点、25リバウンド、決勝のバスケットボールリトアニア代表戦でも35得点、19リバウンド4ブロックショットをあげ、大会の最優秀選手に選ばれた。

## 人物
- プロレス好きであり、WWEの看板番組である「ロウ」にゲスト出演している。その際にR・トゥルースを押し倒してフォールし、彼が保持していたいつでも、どこでも、誰でも挑戦できる24/7王座を戴冠した(その後すぐにトゥルースに丸め込まれ王座を奪い返された)[13]。また、バスケを引退した後はプロレスラーを目指す意向を示している。
- 政治的な発言をすることでも知られている。2017年にはトルコ大統領レジェップ・タイイップ・エルドアンを非難し、更に2021年には中国共産党総書記習近平を非難し、中国政府当局関係者の怒りを買った。更に2022年にはIOCと同会長トーマス・バッハをも酷評[14]。更に姚明をも批判した[15]。
- 2021年にアメリカ合衆国の国籍を取得し、エネス・カンター・フリーダム (Enes Kanter Freedom)と名乗ることになった[16][17]。

## 家族
- 父親のメメット・カンターはチューリッヒ大学で組織学の博士号を獲得、現在はトルコのトラカヤ大学（英語版）の大学教授を務めている。
- 弟のケレム・カンターもプロバスケットボール選手で、現在は秋田ノーザンハピネッツに所属している。